# Харрис, Эммилу
Эммилу Харрис (англ. Emmylou Harris, род. 2 апреля 1947, Бирмингем, Алабама, США) — американская певица, автор песен, бэнд-лидер и общественная активистка.
Начала карьеру как фолк-певица, но под влиянием своего друга, наставника и партнёра по дуэтам Грэма Парсонса прониклась кантри. После его смерти решила продвигать этот жанр среди молодёжи. Первую известность получила, записывая интерпретации традиционных и современных кантри-композиций, добавляя в них элементы рок-н-ролла, блюза, госпела, фолка и поп-музыки. В итоге смогла создать звучание и образ, популярный как у поклонников кантри, так и у рок-аудитории. Позднее записывала отдельные альбомы в жанрах госпел, блюграсс, альт-кантри и стала активно проявлять себя как автор текстов и композитор. Сегодня её разноплановое творчество часто относят к американе.
Несмотря на свой хиппи-имидж, смешение жанров и апелляцию к молодёжи, была принята в консервативной и помпезной индустрии столицы кантри — Нэшвилла. Среди всех выходцев с кантри-рок-сцены Южной Калифорнии имела там наибольший успех и стала одной из самых почитаемых артисток. Во времена поп-кантри, интерпретациями песен забытых классиков вроде The Louvin Brothers, успешно продвигала в массы традиционное кантри-звучание, открыв дорогу неотрадиционалистам. Несмотря на высокий статус в индустрии, никогда не имела заоблачных продаж — её коммерческим пиком стали восемь сольных золотых альбомов 1970-х — начала 1980-х годов и платиновый Trio.
В ходе творческой деятельности собирала различные аккомпанирующие группы, как электрические, так и полностью акустические. Каждая из них отражала глобальные перемены в её карьере и музыкальном стиле. Наиболее известной и долговременной была команда The Hot Band. Коллектив среди прочих участников включал бывших и действующих членов TCB Band Элвиса Пресли, таких как Джеймс Бёртон, Глен Хардин, Тони Браун и Эмори Горди. Также певица прославилась трудоустройством и поддержкой малоизвестных кантри-музыкантов и авторов, многие из которых потом начинали успешную самостоятельную карьеру. В их числе Родни Кроуэлл, Альберт Ли, Рики Скэггс и The Whites.
Отдельную известность и признание завоевала благодаря дуэтам и как гармонизатор вокальных партий. На этом поприще сотрудничала с множеством артистов, среди которых Джонни Кэш, Рой Орбисон, Джордж Джонс, Боб Дилан, Рой Экафф, Билл Монро, Уэйлон Дженнингс, Дон Уильямс, Джон Денвер, Вилли Нельсон, Джон Прайн, Нил Янг, The Band, Элвис Костелло и другие. Всего на её счету 28 студийных альбомов. Шесть из них являются совместными проектами с иными знаменитыми музыкантами — Долли Партон, Линдой Ронстадт, Марком Нопфлером и Родни Кроуэллом.
Обладательница 14 наград «Грэмми» и премии Polar Music Prize. Член Grand Ole Opry, включена в Зал славы кантри. Среди её заслуг в кантри музыковеды и критики выделяют расширение границ жанра, популяризацию среди молодёжи, сохранение традиций и наследия, переосмысление образа и роли женщины, эталонную гармонизацию вокала, поддержку начинающих артистов. Многие годы певица служит в правлении Фонда музыки кантри и является членом PETA. Выступала участником и организатором благотворительных проектов по защите животных, борьбе с применением наземных мин, последствиями европейского миграционного кризиса и прочих. Содержит приют для бездомных собак в Нэшвилле.

## Биография

### Ранние годы
Родилась в Бирмингеме, штат Алабама, в семье Уолтера и Юджинии Харрис. На тот момент у неё уже имелся брат — Уолтер Харрис Мл. Её отец служил лётчиком Военно-морских сил США, участвовал во Второй мировой и Корейской войне. В ходе последней в 1952 году был сбит и попал в китайский лагерь для военнопленных. В течение 16 месяцев числился пропавшим без вести, но в итоге вернулся домой и продолжил карьеру военного. Вскоре семья переехала в Северную Каролину, где Эммилу жила с шести до девяти лет, а затем они обосновались в Виргинии — там Уолтер Харрис служил в президентской эскадрилье вертолётов на базе Корпуса морской пехоты в Куантико. Несмотря на раннее детство, проведённое на Юге США, Эммилу не испытала значимого культурного влияния данного региона. Поскольку её семья не являлась частью местных общин, то контактировала преимущественно с такими же приезжими из разных уголков страны. Поэтому Харрис не имеет характерного южного акцента и не была изначально приучена к музыке кантри.
Подростком она ходила в школу Gar-Field в Вудбридже, где была сосредоточена на учёбе и получении хороших оценок, состояла в научном и драматическом кружках. Предпосылок для музыкальной карьеры в её семье не было. Уроки музыки она не любила, а школьный духовой оркестр, в котором ей приходилось играть на альт-саксофоне, впоследствии называла «низшей ступенью социальной лестницы». Между тем период обучения Харрис в старших классах пришёлся на пик американского фолк-ривайвла. Ввиду близости её города к Вашингтону, Харрис слушала радиостанцию Американского университета и программу Дика Черри, в которой с семи вечера до полуночи звучала различная традиционная музыка. Из всего многообразия услышанного, в 15 лет её больше всего впечатлили фолк-баллады, тогда как кантри-песни показались «занудными». В итоге она стала разучивать на подаренной дедушкой гитаре Kay K-50 композиции Боба Дилана, Джоан Баэз и Пита Сигера.
Последнему она в 16-летнем возрасте написала письмо о том, что тоже мечтает сочинять фолк-песни, но не имеет на это морального права, поскольку не испытала тех трудностей и страданий, о которых в них обычно поётся. Сигер прислал ей ответ, посоветовав двигаться вперёд и не беспокоиться об отсутствии сурового жизненного опыта, так как скоро она его обязательно получит. Имея репутацию чудачки из-за своей сильной увлечённости учёбой, Харрис начала петь на школьных вечеринках, чтобы наладить контакт со сверстниками и привлечь к себе внимание. Также она стала чирлидером и участвовала в конкурсах красоты (один из её титулов — «Мисс Вудбридж»).
Тем не менее изначально Харрис не думала о профессии певицы, а планировала карьеру актрисы. С отличием окончив школу, в 1965 году она поступила на факультет актёрского мастерства «Университета Северной Каролины в Гринсборо». В период обучения Харрис сначала пела в баре кампуса, а затем организовала с одним из выпускников фолк-дуэт под названием The Emerald City по образу и подобию Ian & Sylvia. Они выступали как на местных концертных площадках, так и в клубах Верджиния-Бич и Вашингтона. Играя также в студенческом театре, Харрис участвовала в постановке пьесы Уильяма Шекспира «Буря» в роли Миранды и в детском спектакле по пьесе Леона Шансереля «The Dancing Donkey».
Однако проучившись всего три семестра, она познакомилась с музыкантами из Бостонского университета, в который вскоре решила перевестись из-за более престижного актёрского факультета. Ради этого Харрис начала копить деньги, работая официанткой и выступая в заведениях Верджиния-Бич, где увлеклась местной фолк-сценой. Собрав некоторую сумму, она записалась на «серьезные актёрские курсы», но через некоторое время поняла, что настоящего таланта к данной профессии не имеет, а её истинным призванием является музыка: «Я была лучшей актрисой в старших классах своей маленькой школы. И не более того. Я рада, что смогла тогда это осознать», — вспоминает Харрис.

### Фолк-дебют
Решив связать свою судьбу с музыкой, Харрис в 1968 году переехала в Нью-Йорк, чтобы стать «новой Джоан Баэз». В тот период она снова работала официанткой, а вечерами выступала в клубах Гринвич-Виллидж. В частности, она пела в заведении Gerde’s Folk City, где начинали карьеру Боб Дилан, Peter, Paul & Mary, Simon & Garfunkel. В это время она пела шесть дней в неделю, получая $16 за вечер. Певица сделала демозапись и отнесла её в A&M Records. Как она вспоминала позднее, там ей дали пластинки Клодин Лонже и сказали возвращаться, когда научится петь также. В 1969 году она вышла замуж за своего единомышленника — автора песен Тома Слокума. В том же году на независимом лейбле Jubilee Records появился её первый альбом Gliding Bird, половину песен для которого Харрис сочинила сама. Другая часть материала состояла из композиций Боба Дилана, Хэнка Уильямса, Дэвида Хэла, Берта Бакарака, Фреда Нила, а заглавный трек написал её муж. Пластинка провалилась, продавшись в количестве 1300 копий, а Харрис осталась должна лейблу за производственные издержки. Сам он вскоре обанкротился, окончательно лишив релиз шансов на успех. В итоге певица осталась крайне недовольна альбомом и своим уровнем исполнения на нём. Впоследствии она фактически отреклась от Gliding Bird, не желая считать его частью своей дискографии и обсуждать в интервью.
В 1970 году она с новорождённой дочерью и мужем переехала в Нэшвилл, который, по её словам, выглядел более простым и безопасным для жизни городом, чем Нью-Йорк. Однако это предприятие через несколько месяцев также закончилось неудачей — её брак распался и ей пришлось работать официанткой, получать талоны на питание и позировать на курсах живописи (по заверению певицы, она была полностью одета и просто держала зонтик). Из-за финансовых проблем Харрис была вынуждена перебраться к родителям, которые после выхода её отца на пенсию в 1969 году обосновались в пригороде Вашингтона (город Кларксвилл, штат Мэриленд). Там она работала хостес, встречая потенциальных покупателей в демонстрационных домах. При этом она прятала в кладовке гитару, на которой играла, когда не было клиентов. В то время Харрис познакомилась с местными блюграсс-музыкантами, оказавшими на неё впоследствии творческое влияние: Джоном Старлингом из группы The Seldom Scene его женой Фэйсу Старлинг. Кроме того, она подружилась с Биллом и Тэффи Дэнофф (авторами песни «Take Me Home, Country Roads» и будущими основателями группы Starland Vocal Band), которые помогли ей начать выступления в клубах Вашингтона. Так она вновь начала исполнять фолк — в составе трио с бас-гитаристом Томом Гайдера и гитаристом Джерри Муле́, зарабатывая в тот период около $100 в неделю.

### С Грэмом Парсонсом
В 1971 году Харрис встретилась с кантри-рок музыкантом Грэмом Парсонсом, известным по группам The Byrds и The Flying Burrito Brothers. Покинув эти коллективы, он искал дуэт-партнершу для своего первого сольного альбома. Его бывший коллега Крис Хиллман пригласил певца сыграть пару прощальных концертов в Балтиморе. Там он рассказал ему про певицу, которую приметил в одном из баров Вашингтона. Однако Хиллман не помнил её имя и не знал как с ней связаться. По случайности рядом оказалась няня дочери Эммилу, работавшая также у организатора концертов, и, услышав этот разговор, дала музыкантам её номер.
Я выбрал самый сложный кантри-дуэт, который мне пришел в голову — «That’s All It Took». И она пела словно птичка, и я подумал: «Это то, что нужно!» Мы пели всю ночь, и она становилась все лучше и лучше. У неё был потрясающий зрительный контакт. Она могла петь идеальные гармонии к любой твоей партии до тех пор, пока ты на неё смотришь. Стоило только поднять бровь, когда нужно взять выше, и она следовала за тобой с безупречной точностью. Она прекрасна.
Вскоре Парсонс позвонил певице, договорился с ней о встрече и вместе со своей женой Гретчен приехал в Вашингтон. В тот вечер Харрис пела в «баре для одиноких сердец» под названием Clyde’s. В перерывах между её выступлениями они отрепетировали несколько песен, исполнили их перед зрителями, а затем продолжили музицировать на кухне у друзей Харрис. В итоге Парсонс пообещал ей сотрудничество в своём грядущем альбоме и уехал. Тогда она отнеслась к его словам скептически, но почти год спустя получила от Парсонса по почте билет до Лос-Анджелеса и осенью 1972 года присоединилась к нему в студии .
В то время Харрис кантри не ценила, изредка исполняя его шутки ради. В эпоху хиппи такая музыка была чужда молодёжи и в противовес либеральному фолку, ассоциировалась с консерватизмом и сельскими регионами. В предложении Парсонса певица сначала увидела просто возможность заработать. Однако он помог ей понять кантри, сформировать свой стиль и привил любовь к исполнению дуэтов. «Мои уши и мое сердце открылись для кантри. Я действительно услышала гений Джорджа Джонса, красоту вокальных гармоний „The Louvin Brothers“, поэтичность кантри, его глубину и подлинность», — вспоминает она.
Их первой совместной работой стал альбом GP (1973). За него Харрис получила гонорар в $500 (эквивалент $2800 в 2017 году), который потратила на гитару Martin D-28. Далее последовало успешное турне в составе группы Gram Parsons & The Fallen Angels. Во время этих гастролей Харрис познакомилась с Линдой Ронстадт. Певицы быстро подружились на почве увлечения творчеством Долли Партон. Постепенно популярность Харрис среди публики выросла настолько, что для неё пришлось нанять охрану. Глядя на реакцию аудитории, Парсонс объявил, что следующий альбом они запишут как равноправные партнёры.
Их сотрудничество закончилось в сентябре 1973 года, когда вскоре после окончания записи нового альбома Парсонс умер в отеле от передозировки наркотиков. Выполняя данное Парсонсу обещание, его друг и дорожный менеджер Фил Кауфман перед похоронами похитил тело певца и сжёг в национальном парке Джошуа-Три. О смерти Парсонса и дальнейших событиях Харрис узнала по телефону, находясь в доме своих родителей в Мэриленде, и была потрясена. Позднее она отмечала, что уважает Кауфмана за его поступок, поскольку это было проявлением любви и дружбы, но сожалеет, что не присутствовала при кремации.
Поскольку в результате действий Кауфмана труп Парсонса сгорел не до конца, останки были захоронены на кладбище в Новом Орлеане, как и планировали изначально родственники покойного. В связи с тем, что Гретчен Парсонс относилась к сотрудничеству своего мужа и Харрис с большим подозрением, певице дали понять, что её присутствие на церемонии нежелательно. После этого она некоторое время провела в Лос-Анджелесе в гостях у Линды Ронстадт, которая будучи уже известной, старалась привлечь к подруге внимание индустрии. Там они вместе выступали в клубе Roxy Theatre и отрепетировали песни «I Can’t Help It (If I’m Still In Love With You)» и «The Sweetest Gift (A Mother’s Smile)», записав их дуэтом в альбомах Ронстадт.
Вторая совместная работа Парсонса и Харрис получила название Grievous Angel. Пластинка была закончена при жизни артиста, но вышла уже после его смерти — в начале 1974 года. Несмотря на то, что певец сдержал своё обещание о равноправном сотрудничестве, рекорд-лейбл под давлением Гретчен Парсонс и её отца Лэрри Бьюрелла полностью изменил обложку альбома. Имя Харрис было с неё убрано и перенесено на оборотную сторону конверта пластинки. Вместо фотографии обоих исполнителей, сидящих вместе на мотоцикле Harley Davidson Фила Кауфмана, появилось абстрактное изображение одного Парсонса на голубом фоне. Альбом был хорош принят критиками, но продажи оказались низкими.
Для певицы Парсонс был другом, партнёром по дуэтам и наставником. В дальнейшем она активно занималась сохранением его наследия: записала несколько его песен, посвятила ему ряд своих композиций, нанимала членов его студийной группы, музыкального и роуд-менеджеров, выступила сопродюсером трибьют-альбома. В своих интервью Харрис также не упускала возможности упомянуть о Парсонсе и о том, насколько она ему обязана. Помимо творческого влияния, у неё осталась подаренная им гитара Gibson J-200, которая многие годы была её основной в студии и на гастролях. Впоследствии она предпочитала инструменты именно этой модели. Позднее Кауфман передал ей ещё одну гитару Парсонса — Martin New Yorker.
В 1982 году был издан радиоконцерт Парсонса, Харрис и The Fallen Angels под названием Live 1973. Песня «Love Hurts» из этого альбома номинировалась на «Грэмми» как «Лучшее кантри-исполнение дуэтом или группой». Впоследствии пластинка Grievous Angel вошла в список «500 величайших альбомов всех времён» журнала Rolling Stone (2003). Под вдохновением от дуэтов Харрис и Парсонса шведская группа First Aid Kit выпустила сингл «Emmylou» (2012). Трек был замечен в США, попав на 10 место в списке 50 лучших песен года по версии Rolling Stone. В 2015 году коллектив также исполнили эту песню для Харрис на церемонии вручения ей награды Polar Music Prize в Стокгольме.

### The Angel Band

#### Смена жанра
Вернувшись в Вашингтон, певица не стала продолжать фолк-карьеру. Она решила развивать музыкальные идеи Грэма Парсонса, а также продвигать кантри среди сверстников, помогая им увидеть в этом жанре «красоту и глубину вместо карикатуры». Данный настрой Харрис позднее охарактеризовала как «миссию» и «крестовый поход». По совету своего соратника Джона Старлинга, она не поехала обратно в Лос-Анджелес, а в 1974 году собрала местную группу. Это позволило ей экспериментировать со стилем в знакомых клубах и при поддержке друзей и семьи. В команду вошли: бас-гитарист из её фолк-трио Том Гайдера, слайд-гитарист Дэнни Педлтон, ударник Марк Кафф и гитарист Брюс Арчер. Последний придумал коллективу название The Angel Band — в честь одноименной народной песни, которая, как вспоминает Харрис, олицетворяла собой всё, что они любили в музыке кантри и блюграсс
Группа играла шесть дней в неделю в тех же клубах неподалёку от Вашингтона, где Харрис пела до встречи с Парсонсом. Однако теперь ситуация была другой — певица стала более известной, а представлял её бывший менеджер Парсонса и The Byrds Эдди Тикнер. В лучшие вечера музыканты The Angel Band зарабатывали по $50 каждый. По словам Харрис, это был её первый опыт руководства музыкальным коллективом, пускай и выступавшим в маленьких локальных заведениях. Команда исполняла как материал из репертуара Парсонса, так и другие кантри-композиции. Некоторые из них («Queen Of The Silver Dollar», «Together Again», «Tonight the Bottle Let Me Down», «Satan’s Jewel Crown») позднее легли в основу первых двух кантри-альбомов певицы. В то время она активно изучала этот жанр, слушала Тэмми Уайнетт, Джорджа Джонса и Мерла Хаггарда, искала и разучивала новые песни, выписывая идеи в тетрадь, чтобы использовать в будущем.
Мы играли ночами напролет и чудесно проводили время, потому что эти люди не употребляли наркотиков; они пили кофе, и у каждого была серьезная работа: Джон Старлинг — хирург, еще один был картографом, а другой — художником по рекламе. Они музицировали исключительно ради удовольствия. Тот период моей жизни был одним из самых благотворных в музыкальном плане.
Команда регулярно давала концерты в знаменитом в 1970-е годы блюграсс-клубе Red Fox Inn, в поселении Бетесда, штат Мэрилэнд. Там Эммилу сблизилась с участниками группы The Seldom Scene, которых знала ещё будучи фолк-певицей, и познакомилась с Рики Скэггсом. После выступлений они часто собирались и музицировали в гостиной Джона Старлинга, жившего по соседству с клубом. Впоследствии Харрис называла его дом «школой блюграсса» и отмечала, что очень многому научилась в ходе тех посиделок.
Вскоре работы певицы с Парсонсом привлекли внимание главы отдела A&R Warner Bros Records в Бербанке Дона Шмитцерле. Он направил Мэри Мартин из офиса в Нью-Йорке посетить концерты Харрис. Побывав в Red Fox Inn, Мартин была впечатлена и вскоре обсудила с Эдди Тикнером перспективы контракта. Чтобы наверняка убедить головной офис подписать певицу, Мартин привлекла своего друга — канадского продюсера Брайана Ахерна, работавшего прежде с Энн Мюррей. Вместе они снова прибыли в клуб и записали выступления Харрис на портативный рекордер. Мартин представила плёнки руководству, а Линда Ронстадт позвонила президенту лейбла Мо Остину, и проект получил зелёный свет. Ахерн увидел в певице потенциал и согласился стать её продюсером.

#### Кантри-дебют
В ноябре 1974 года Брайан Ахерн пригнал свою мобильную студию-трейлер Enactron Truck из Торонто в Беверли Хиллз. Там он припарковал его во дворе специально арендованного старого особняка, где Харрис и записала свой кантри-дебют — Pieces of the Sky (1975).
Альбом демонстрировал эклектичный подход певицы к материалу, ставший для неё типичным в дальнейшем. На записи присутствовали интерпретации песен в диапазоне от The Louvin Brothers до The Beatles. Также в духе своей последующей карьеры, артистка представила публике творчество неизвестного автора — современный хонки-тонк «Bluebird Wine» Родни Кроуэлла. Его песни ей от безнадёжности показал Ахерн, когда она отвергла весь предложеный им материал. Харрис и Кроуэлл встретились, моментально подружились и просидели вместе всю ночь, распевая песни The Louvin Brothers и Роя Экаффа. Альбом стал началом их долгого сотрудничества. В будущем Харрис первой имела доступ к новым песням Кроуэлла и записывала их, что принесло ему известность как автору.
Сама певица написала композицию «Boulder to Birmingham» о Грэме Парсонcе, ставшую одной из её самых известных. Эту проникновенную и скорбную элегию немедленно подхватили радиостанции, особенно на западе США. Стилистически пластинка сочетала традиционный кантри, рок и фолк, а помимо электрических инструментов, в аранжировках активно использовались традиционные: мандолина, фиддл, стил-гитары и прочие. В записи участвовали топовые сессионные музыканты, среди которых Херб Педерсен и трое из группы Элвиса Пресли — гитарист Джеймс Бёртон, пианист Глен Хардин и ударник Рон Татт. Все они были дороги Харрис прежде всего не как профессионалы, а по личным причинам, поскольку работали с Парсонсом и служили для неё своеобразным талисманом.

После релиза положение Харрис в глазах кантри-индустрии было политически сложным. Сама певица вышла из калифорнийского кантри-рок-сообщества. Кроме того, она относилась к офису Warner Bros. Records в Бербанке. Несмотря на это, ряд персон в музыкальной индустрии Нэшвилла сочли, что Харрис с её кавер-версиями песен Мерла Хаггарда и Долли Партон заслуживает их поддержки и ротаций на местном кантри-радио. Среди добровольных лоббистов певицы в столице кантри был один из промоутеров Warner Bros. Nashville Чак Флад; менеджер Долли Партон и Портера Вагонера Фрэнк Дайкус; директор Фонда музыки кантри Билл Айви. Последний в дальнейшем активно способствовал знакомству Харрис с представителями местной индустрии.
Мне посчастливилось начать студийную карьеру, имея блистательного продюсера и фантастических музыкантов, которые меня поддерживали и воодушевляли. Когда я записывала альбом, у меня был контракт с рекорд-лейблом, однако он не обращал на меня никакого внимания. Иными словами, никто от меня ничего не ждал, в том числе и я сама. Мне хотелось сделать альбом, который понравится моим друзьям. Назовем их судом равных. Так что мне очень повезло. Не знаю, справилась бы я сегодня, когда на исполнителей давят, чтобы записывали хиты.
Альбом стал успешным кроссовером, попав в Топ-10 Top Country Albums и Топ-50 Billboard 200. Её версия песни The Louvin Brothers «If I Could Only Win Your Love» также пробилась и в кантри, и в поп-чарт (№ 4 в Hot Country Songs и № 58 в Hot 100). Это обеспечило Харрис признание в Нэшвилле, которого очень хотел, но так и не добился Парсонс. Пластинка стала знаковой во многих аспектах — популяризации кантри среди молодежи, создании почвы для неотрадиционализма и возрождения интереса к музыке The Louvin Brothers. Несмотря на её фолк-дебют Gliding Bird, именно Pieces of the Sky принято считать началом сольной карьеры певицы.
На волне успеха Харрис пригласили в Нэшвилл, где она спела свой хит «If I Could Only Win Your Love» на церемонии CMA Awards дуэтом с Чарли Лувином. Кроме того, Билл Айви вручил её полный каталог песен The Louvin Brothers. Менеджмент устроил певице встречу с Джорджем Джонсом, а также с Долли Партон, чью песню «Coat of Many Colors» она записала ранее для альбома. В том же году Партон, Линда Ронстадт и Нил Янг спели с Харрис на её рождественском сингле «Light of the Stable» (1975). В конце года певица уже записывала вокальные гармонии для альбома Боба Дилана Desire и выпустила свою вторую пластинку — Elite Hotel.

### The Hot Band
После успешного дебюта, Харрис предстояли гастроли, но Warner Bros. Records потребовали заменить её коллектив The Angel Band на более «крутую» группу. Первым участником и ритм-гитаристом нового ансамбля стал Родни Кроуэлл и около недели они с Харрис репетировали вдвоём. Затем команду пополнили музыканты Элвиса Пресли: гитарист Джеймс Бёртон, пианист Глен Хардин и басист Эмори Горди. Ударник Рон Татт на этот раз оказался недоступен и его заменил Джон Уэйр, а за педал-стил сел Хэнк Де Вито. В качестве шутливого ответа на требование лейбла, группу так и назвали — The Hot Band («Крутая группа»).
Как и при записи дебюта, участие в новой группе музыкантов Пресли имело для Харрис символическое значение, поскольку они работали над альбомами Грэма Парсонса. В те времена Warner Bros. Records отказались оплачивать их услуги в студии и Парсонс сделал это за свой счёт, но взять их на гастроли позволить себе не смог. Харрис это удалось, но один только первый тур обошелся ей в $500 тыс. (эквивалент $2,3 млн в 2017 году). Сама певица таких денег не имела, но лейбл, глядя на серьёзный успех Pieces of the Sky, на этот раз вложил необходимые средства. Потом она выплачивала их обратно из своих роялти.
The Hot Band стали кране важной частью звучания и успеха певицы. Многие зрители приходили на ранние концерты Харрис прежде всего ради легендарного гитариста Джеймса Бёртона. Её такая ситуация не смущала — наличие за спиной знаменитостей вроде Бёртона и Хардина добавляло уверенности и помогало набраться на сцене опыта в качестве бэнд-лидера. Также это позволило ей выработать стандарты качества и взаимоотношений для своих последующих коллективов. Среди выходцев из The Hot Band в дальнейшем были такие музыканты как Альберт Ли, Рики Скэггс и Тони Браун.
Первое выступление Харрис с новым коллективом состоялось в апреле 1975 года в Сан-Франциско и вскоре она открывала концерты Джеймса Тейлора, Мерла Хаггарда, Конвея Твитти и Элтона Джона. В 1970-е годы The Hot Band были одной из лучших аккомпанирующих групп в индустрии. Сама певица относилась к своему ансамблю крайне трепетно — когда журнал Esquire включил Харрис в свой материал The Heavy 100 of Country Music, но не упомянул при этом её группу, она выкупила рекламную полосу в журнале Billboard, чтобы обратить внимание на оплошность журналистов и подчеркнуть роль The Hot Band в своём успехе.

#### Коммерческий успех
Второй альбом певицы, названный Elite Hotel, вышел в конце 1975 года и впервые был записан с её новой группой — The Hot Band. Как и предшественник, он содержал разноплановый материал — от классики «Jambalaya» Хэнка Уильямса до «Here, There and Everywhere» The Beatles и «Till I Gain Control Again» Родни Кроуэлла. Помимо этого, альбом отдавал дань уважения творчеству Грэма Парсонса и включал сразу три его композиции. Пластинка звучала жестче чем прошлая работа благодаря динамичным трекам вроде «Amarillo» или «Ooh Las Vegas» и более напористому вокалу певицы, отошедшей от своего образа «раненой птицы», который она успешно использовала на Pieces of the Sky. Интерпретации кантри-стандартов «Together Again» Бака Оуэнса и «Sweet Dreams» Дона Гибсона обеспечили Харрис первые хиты № 1 в чарте Hot Country Songs. Малоизвестная песня «One of These Days» из репертуара Джорджа Джонса стала популярной, войдя в Топ-5. Сама пластинка возглавила чарт Top Country Albums и по продажам получила золотой статус. Альбом принёс Харрис и первую премию «Грэмми» — в номинации «Лучшее женское вокальное кантри-исполнение». На тот момент певица добилась популярности не только в США, но и в Европе.
Поскольку её гитарист Джеймс Бёртон и пианист Глен Хардин, параллельно выступали с Элвисом Пресли, концерты Харрис строились вокруг его гастрольного расписания. Впоследствии такой режим стал затруднительным для Бёртона и после девяти месяцев в составе The Hot Band музыкант покинул группу. Тем не менее он продолжил регулярно записываться с Харрис в студии вплоть до 1981 года. Его место занял британский гитарист Альберт Ли, чьи искромётные соло придали музыке певицы новую динамику. В то же время Хардин, напротив, решил полностью сосредоточиться на игре в The Hot Band и ушёл из ансамбля Пресли. После первого года гастролей Харрис пригласила для организации своих туров роуд-менеджера Фила Кауфмана, хорошо знакомого ей по работе с Грэмом Парсонсом. Их сотрудничество в итоге продлилось более 20 лет. В 1976 году Харрис и её подруги Долли Партон и Линда Ронстадт впервые появились на публике как вокальное трио — в отдельном выпуске телешоу Dolly!. Успех этого выступления послужил основой для их совместных работ, вышедших годами позже. В то же время члены группы The Band пригласили Харрис поучаствовать в их прощальном фильме-концерте «Последний вальс», поскольку считали её подлинной представительницей жанра кантри, которым они сами изначально вдохновлялись. С ними певица исполнила песню «Evangeline».
Альбом Luxury Liner (1976) имел ещё более смелый подход к подбору материала. На пластинке сочетались рок-н-ролл «(You Never Can Tell) C’est La Vie» Чака Берри, заглавная песня авторства Грэма Парсонса, а также кантри-классика «Hello Stranger» The Carter Family и «When I Stop Dreaming» The Louvin Brothers. Последние две Харрис записала соответственно с Николетт Ларсен и своей новой подругой Долли Партон. Картину дополняли работы современных авторов — «You’re Supposed to Be Felling Good» Родни Кроуэлла и «Pancho & Lefty» Таунса Ван Зандта. Альбом возглавил чарт Top Country Albums, где держался восемь недель. Хитами стали «(You Never Can Tell) C’est La Vie» и «Making Believe» Китти Уэллс (обе вошли в Топ-10 Hot Country Songs). Пластинка демонстрировала Харрис и её группу на пике формы. По сравнению с предшественниками Luxury Liner звучал более целостно, а голос певицы обрёл здесь фирменное яркое и чистое звучание. Альбом на тот момент стал кульминацией её карьеры, а песни «Hello Stranger», «Luxury Liner», «Pancho & Lefty», «Making Believe» и «Tulsa Queen» на годы остались в репертуаре Харрис. В январе 1977 года, вскоре после релиза, артистка вышла замуж за своего продюсера Брайана Ахерна. В том же году The Hot Band покинул Глен Хардин, которого заменил ещё один бывший музыкант Элвиса Пресли, а в будущем известный кантри-продюсер — Тони Браун.
Вышедший в начале 1978 года альбом Quarter Moon in a Ten Cent Town демонстрировал смену концепции. Эта пластинка состояла из творчества современных авторов и впервые не содержала песен из репертуара Грэма Парсонса. В трек-листе были работы канадского песенника Джесси Винчестера «My Songbird» и «Defying Gravity», баллада «Green Rolling Hills» Юты Филлипса (дуэтом с Фэйсу Старлинг), а главным хитом стала «Two More Bottles of Wine» техасского рокера Дэлберта Макклинтона. Последняя обеспечила певице очередной сингл № 1 в Hot Country Songs. В альбоме впервые вышла в свет и стала популярной войдя в Топ-5 баллада авторства Долли Партон «To Daddy». Композицию «Easy From Now On», написали Карлин Картер и одна из ближайших подруг Харрис — Сюзанна Кларк. В качестве сингла трек попал в Топ-20. Ещё одним дуэт-партнёром Харрис здесь выступил Вилли Нельсон — в песне «One Paper Kid». Прощальным подарком Родни Кроуэлла, покинувшего вскоре The Hot Band ради сольной карьеры стали его работы «Leaving Louisiana in the Broad Daylight» и «I Ain’t Living Long Like This». Тем не менее певица осталась недовольна альбомом, считая, что из-за её неуместного вмешательства в сведение материал утратил изначальный шарм.
Несмотря на уход Кроуэлла из The Hot Band, они с Харрис никогда не разрывали личной и творческой связи, продолжая сотрудничать при любой возможности. Его место в ансамбле занял мультиинструменталист и вокалист Рики Скэггс. Последний был знаком Харрис ещё с начала 1970-х годов по концертам в вашингтонском клубе Red Fox Inn и записывался с ней в её дебютном альбоме Pieces of the Sky. Певица давно уговаривала музыканта примкнуть к её коллективу, но ранее он не соглашался. Теперь же Скэггс стал главной движущей силой The Hot Band и принес в звучание команды выраженное влияние жанра блюграсс. Вслед за Кроуэллом самостоятельную карьеру начал и гитарист Альберт Ли, на смену которому пришёл Фрэнк Рекард. После своего ухода из группы, Кроуэлл и Ли вскоре выпустили дебютные сольные пластинки — обе были спродюсированы Брайаном Ахерном, записаны с бэк-вокалом Харрис и аккомпанементом от бывших коллег по The Hot Band. В тот же период Харрис, Долли Партон и Линда Ронстадт взяли себе неформальное прозвище The Queenston Trio и попытались записать совместный альбом. Тем не менее из-за организационных сложностей и творческих разногласий с Брайаном Ахерном проект решили отложить.

#### Традиционные записи
Хотя сама певица ассоциировала себя с кантри, индустрия в 1970-е годы причисляла её скорее к поп-музыке. Некоторые критики видели причину сильной популярности Харрис в том, что она играет не чистый кантри, а разбавляет его сторонними влияниями вроде песен The Beatles. В ответ на замечания таких пуристов, артистка выпустила свой самый традиционный кантри-альбом на тот момент — Blue Kentucky Girl. Несмотря на более консервативное и акустическое звучание, подборка материала всё ещё оставалась разнообразной. Так, певица записала кантри-стандарт «Everytime You Leave» The Louvin Brothers, поп-классику «Save The Last Dance For Me» из репертуара The Drifters и работы современных авторов — «Sister Coming Home» Вилли Нельсона, «Hickory Wind» Грэма Парсонса и «Even Cowgirls Get the Blues» Родни Кроуэлла. В последней Харрис подпевали Линда Ронстадт и Долли Партон. Альбом принёс ей премию «Грэмми» в номинации «Лучшее женское вокальное кантри-исполнение», поднявшись до строчки № 3 в Top Country Albums и № 43 в Billboard 200. Композиция «Beneath Still Waters» обеспечила Харрис четвёртый хит № 1 в Hot Country Songs, а «Save The Last Dance For Me» и «Blue Kentucky Girl» попали соответственно в Топ-5 и Топ-10.
Следом за Blue Kentucky Girl артистка представила ещё один традиционный и преимущественно акустический проект — рождественский альбом Light of the Stable (1979). Основой релиза послужил одноимённый сингл, выпущенный Харрис ещё в 1975 году. Кроме заглавной композиции, пластинка включала рождественскую классику, традиционные аппалачские гимны и одну современную песню авторства Родни Кроуэлла. Фоновый вокал здесь вновь обеспечили Долли Партон и Линда Ронстадт, равно как Вилли Нельсон и Нил Янг, но коммерчески альбом оказался менее успешным, чем предшественник. Своим появлением Light of the Stable был во многом обязан беременности Харрис — певица не могла гастролировать и поэтому работала студии. В тот период она активно сотрудничала с Рики Скэггсом и сёстрами Шэрон и Шерил Уайт из семейного трио The Whites, поэтому традиционного акустического материала для записи накопилось с избытком.
Исследование традиций кантри певица продолжила альбомом Roses in the Snow (1980). На этот раз она пошла ещё дальше, записав стилистически однородный и полностью акустический проект, в котором не было даже партии ударных. Пластинка сочетала блюграсс и народные песни региона Аппалачи. Архаичный материал от The Carter Family, The Stanley Brothers и The Louvin Brothers дополняла переделанная ему под стать песня «The Boxer» Пола Саймона, отсылавшая к ранней фолк-карьере Харрис. Данный трек стал одним из самых популярных в альбоме. Вокальную поддержку в этот раз обеспечили Рики Скэггс, сёстры Уайт, Долли Партон, Линда Ронстадт и Джонни Кэш, а на гитаре в песне «Green Pastures» солировал Вилли Нельсон. Хотя рекорд-лейбл отговаривал певицу от записи настолько консервативного альбома, предрекая ей провал, для артистки оказалось важнее закрепить связь с традициями Билла Монро и её соратника Рики Скэггс. Проект в значительной мере стал результатом влияния последнего. Это был шестой золотой альбом Харрис и очередной предвестник неотрадиционализма, обеспечивший ей также награду CMA Awards в номинации «Певица года». Пластинка поднялась до строчки № 2 в Top Country Albums и № 26 в Billboard 200.
Продолжая работать, артистка записала песню «That Lovin’ You Feelin’ Again» дуэтом с Роем Орбисоном для фильма Roadie (1980). В отличие от всего остального творчества Харрис того периода, эта композиция звучала скорее в духе софт-рока и принесла обоим исполнителям премию «Грэмми» в номинации «Лучшее кантри-исполнение дуэтом или группой с вокалом», попав в Топ-10 Hot Country Songs. Появившись камео в фильме Honeysuckle Rose (1980) с Вилли Нельсоном, Харрис организовала себе небольшой отпуск. В это время она сосредоточилась на своих материнских обязанностях, поскольку годом ранее у неё родилась вторая дочь. На данном этапе гастрольный состав её группы The Hot Band покинули несколько музыкантов — Тони Браун, Хэнк Дэвито и Эмори Горди.

#### Переходный период
С начала 1980-х годов Харрис в основном сосредоточилась на кантри-аудитории. Тем не менее этот период она также экспериментировала с интерпретациями поп-композиций, что проявилось, в частности, в альбоме Evangeline (1981). Последний состоял главным образом из материала, оставшегося от прошлых рекорд-сессий. Например, заглавная песня «Evangeline» из репертуара группы The Band и поп-шлягер 1950-х годов «Mister Sandman» были записаны ещё в 1978 году с Долли Партон и Линдой Ронстадт, когда трио сделало неудачную попытку выпустить совместный альбом. Композиция «Millworker» Джеймса Тейлора сперва предназначалась для пластинки Roses in the Snow, но не вошла в неё из-за своего поп-звучания. Evangeline обеспечил певице два успешных сингла — «Mister Sandman» и «I Don’t Have to Crawl» авторства Родни Кроуэлла. Проект вошёл в первую пятерку Top Country Albums и Топ-30 Billboard 200. Альбом по итогам продаж стал золотым, но критики его не одобрили, сочтя представленную Харрис подборку материала несвязной и сумбурной.
В это же время The Hot Band покинул Рики Скэггс. Как и другим своим музыкантам, Харрис помогла ему запустить сольную карьеру. На смену Скэггсу пришёл Бэрри Ташиян, игравший прежде в рок-руппе The Remains. Его певица знала ещё по совместной работе над альбомом Грэма Парсонса GP (1973). Из оригинальных участников в The Hot Band тогда остался только ударник Джон Уэйр. Слава ансамбля как супергруппы на тот момент изрядно ослабла, а продажи альбомов Харрис заметно упали (Evangeline оказался её последним золотым диском) и она всерьёз обеспокоилась стагнацией своего творчества. Часть её аудитории в то время схлынула в сторону панк-рока и новой волны. Несмотря на высочайшее качество её работ начала 1980-х годов, фирменный эклектизм Харрис в подборе материала в это время впервые мог показаться натянутым. Череда не самых удачных релизов совпала с разладом в личных отношениях певицы с её продюсером и мужем Брайаном Ахерном. Однако прежде чем решиться на серьёзные перемены в карьере, она выпустила ещё несколько пластинок.
Вышедший в том же 1981 году альбом Cimarron как и предшественник в значительной мере состоял из материала, оставшегося от прошлых студийных сессий. Пластинка принесла Харрис три коммерчески успешных хита: «If I Needed You» Таунса Ван Зандта, который она спела дуэтом с Доном Уильямсом, «Born To Run» британского продюсера и композитора Пола Кеннерли и «Tennessee Rose» авторства Карен Брукс и Хэнка Дэвито. Первые две пробились на позицию № 3 в Hot Country Songs, а третья попала в Топ-10. Сама пластинка вошла в первую десятку Top Country Albums. Между тем реакция критиков на релиз вновь оказалась не такой хорошей как в былые времена, а Харрис отмечала, что именно в ходе работы над Cimarron их творческий союз с Ахерном выдохся окончательно.
Несмотря на все сложности, этот период оказался крайне продуктивным для певицы. В 1981 году четыре её альбома были сертифицированы как золотые (всего к 1982 году на её счету было восемь таких пластинок); приняв почести на церемониях «Грэмми» и CMA Awards за прошлогодний дуэт с Роем Орбисоном и альбом Roses in the Snow, она выпустила два видеоклипа («Mister Sandman» и «I Don’t Have to Crawl») и отметилась в телешоу Джонни Кэша и Джорджа Джонса. Возглавив серию туров по США, артистка провела гастроли в Европе, появившись на телевидении в Германии, Голландии и Франции. Годом позже журнал Esquire включил Харрис в свой список The Heavy 100 of Country Music, в котором критики Джон Ломакс-третий и Роберт Оерманн выделяли её за стилистическую многогранность, уважение к традициям кантри, аутентичное звучание, возрождение старых песен и привлекательный хиппи-имидж, который она принесла в женский кантри.
Концертный альбом Last Date (1982) обеспечил певице очередной кантри-хит № 1 «(Lost His Love) On Our Last Date» (авторства Флойда Крамера) и ещё пару популярных синглов — «I’m Movin' On» Хэнка Сноу и «So Sad (To Watch Good Love Go Bad)» The Everly Brothers. От стандартных живых альбомов эта пластинка отличалась тем, что Харрис и The Hot Band исполняли здесь только песни, которые никогда раньше не записывали и поэтому материал был в новинку как самим музыкантам, так и поклонникам. В трек-лист попали также композиции «Long May You Run» Нила Янга, «Return of the Grievous Angel» Грэма Парсонса и «Buckaroo» Бака Оуэнса, в которой на гитаре солировала Харрис. В том же году The Hot Band покинул ударник Джон Уэйр и таким образом из оригинального состава 1975 года в группе не осталось никого. В последующие годы в ансамбле играли ритм-гитарист и вокалист Бэрри Ташиян, слайд-гитарист Стив Фишелл, соло-гитарист Фрэнк Рекард, пианист Дон Джонсон, скрипач и саксофонист Уэйн Гудвин, бас-гитарист Майк Бауден, ударники Дон Хеффингтон и Кит Нудсен.
В 1983 году Харрис выпустила альбом White Shoes, включавший ещё более разнородный материал, чем обычно. Здесь сочетались песни «Pledging My Love» Джонни Эйса, «On the Radio» Донны Саммер и «Diamonds Are a Girl’s Best Friend». Картину дополняли «Old-Fashioned Waltz» Сэнди Дэнни и «Drivin Wheel» Ти Боуна Бернетта. Два сингла из альбома вошли в Топ-10 Hot Country Songs — «Pledging My Love» и «In My Dreams» авторства Пола Кеннерли. Последняя композиция принесла артистке премию «Грэмми» в номинации «Лучшее женское вокальное кантри-исполнение». Из-за присущего данной пластинке звучания критики нарекли её рок-альбомом Харрис. Между тем для певицы это был уже третий релиз подряд, не достигший по итогам продаж золотого статуса. Вдобавок эта работа стала последней, которую она записала под началом Ахерна. В то же время певица судилась с Морисом Леви, который на своём лейбле Emus Records незаконно переиздавал её ранний фолк-альбом Gliding Bird. В 1984 году Харрис выиграла иск, добившись запрета на продажу пластинки.

#### Авторский дебют
В начале 1980-х годов брак Харрис трещал по швам, а критики считали, что её последние работы не соответствуют её же высоким стандартам. В итоге она пошла на коммерческий риск и обеспечила себе творческое и артистическое перерождение. К 1984 году певица перестала гастролировать, рассталась со своим мужем и продюсером Брайаном Ахерном и переехала из Лос-Анджелеса в Нэшвилл. В столицу кантри к тому моменту перебрались многие её знакомые, включая Родни Кроуэлла, и она хотела погрузиться в более уютную и креативную атмосферу в окружении друзей. Там при поддержке уже знакомого ей британского автора песен и продюсера Пола Кеннерли она начала работу над концептуальным альбомом — своего рода кантри-оперой The Ballad of Sally Rose. Пластинка являлась во многом автобиографической и сюжетно была основана на отношениях Харрис и Грэма Парсонса. Героиня этой истории получила имя Сэлли Роуз в честь гастрольного псевдонима певицы. В записи альбома также участвовали две близкие подруги Харрис — Долли Партон и Линда Ронстадт.
Пластинка стала первым большим композиторским и продюсерским проектом певицы. Все песни для него она написала сама в соавторстве с Кеннерли, хотя ранее больше двух треков для альбома она сочиняла только на своем фолк-дебюте Gliding Bird (1969). Пол Кеннерли уже имел опыт создания таких проектов — ранее он написал концептуальные альбомы White Mansions (1978) и The Legend Of Jesse James (1980) (на последнем также пела и Харрис). Новый проект стал для певицы одним из наибольших вызовов в карьере, достижением в части сочинения, пения, исполнения, продюсирования и конкурировал за звание её главного шедевра с альбомом Roses in the Snow (1980). Работа получила признание критиков как вершина эволюции музыкального стиля Харрис — смеси кантри, фолка, госпела, блюза и поп-музыки и номинировалась на «Грэмми» как «Лучшее женское вокальное кантри-исполнение».
К моменту переезда в Нэшвилл, артистка для многих в индустрии являлась иконой, а само её присутствие обращало любое мероприятие авторов-песенников в событие. Это была эпоха неотрадиционализма, среди ключевых фигур которого находились выходцы из её группы The Hot Band — они несли славу певицы впереди неё, а сама она считалась прародительницей движения. Тем не менее стиль самой Харрис никогда не вписывался чёткие рамки и в 1985 году автобиографический концептуальный альбом считался в музыке кантри таким же футуризмом как и её интерпретации песен The Beatles в 1975. Однако несмотря на восторженный прием критиками как альбома, так и последующего шоу в его поддержку, история о Сэлли Роуз стала первым коммерческим провалом Харрис и ни один из трёх синглов не попал в Топ-10 Hot Country Songs. Однако эта работа послужила основой для отношений певицы с Кеннерли, и они в итоге поженились.

#### Возврат к интерпретациям
Закончив с песнями собственного авторства, певица вернулась к привычным ей интерпретациям в альбоме Thirteen (1986). Как и предыдущая, эта пластинка не повторила былых достижений в чартах. Творчески релиз также не был успешным, что артистка объяснила усталостью от работы над своим детищем The Ballad of Sally Rose и длительных гастролей в его поддержку. Между тем вскоре она с избытком компенсировала эту неудачу, выпустив с Долли Партон и Линдой Ронстадт совместный проект, начатый почти десятилетие назад. Альбом вышел в 1987 году, под названием Trio. Пластинка пять недель занимала вершину чарта Top Country Albums и содержала в основном традиционный кантри-материал. Песня «To Know Him Is to Love Him» возглавила чарт Hot Country Songs, а ещё несколько треков вошли в Топ-10. Альбом стал платиновым и достиг позиции № 6 в Billboard 200. Проект обеспечил артисткам премию «Грэмми» в номинации «Лучшее вокальное кантри-исполнение дуэтом или группой». Для Харрис эта работа оказалась самой коммерчески успешной в карьере.
Возвращаясь к сольному творчеству, Харрис представила акустическую коллекцию кантри-госпелов под названием Angel Band (1987). Материал изначально записывался просто для разрядки после напряженных сессий проекта The Ballad of Sally Rose и выпускать его в качестве альбома не планировалось, но в итоге певица всё же передумала. Компанию в студии ей составили Винс Гилл, Эмори Горди и Карл Джексон. Помимо таких песен как «If I Be Lifted Up», «We Shall Rise» и «Where Could I Go But To The Lord», здесь была и композиция «Angel Band», давшая в 1974 году название одноимённой группе Харрис. Проект в силу своей природы был коммерчески непритязательным, и единственный выпущенный сингл «Someday My Ship Will Sail» достиг в Hot Country Songs позиции № 60. Сам альбом не поднялся выше строчки № 23 в Top Country Albums. В том же году её сингл «Back In Baby’s Arms» отметился в саундтреке комедии «Самолётом, поездом и автомобилем», а дуэт певицы с Эрлом Томасом Конли «We Believe in Happy Endings» стал её последним на сегодня хитом № 1 в Hot Country Songs.
Финальной работой десятилетия для Харрис стала пластинка Bluebird (1989). Выполненная по устоявшимся стандартам певицы, она была записана под руководством нового продюсера — Ричарда Беннетта. Релиз содержал подборку кантри-роковых и фолковых, в том числе работ неформатных авторов-песенников вроде Кейт Макгерригл, Тома Раша и Батча Хэнкока, равно как интерпретацию кантри-классики «I Still Miss Someone» Джонни Кэша. Главными хитами тем не менее оказались песни авторства Пола Кеннерли и самой Харрис — «Heartbreak Hill» (Топ-10) и «Heaven Only Knows» (Топ-20). Одновременно закончилось 15-летнее сотрудничество певицы с музыкальным менеджером Эдди Тикнером, который достался ей от Грэма Парсонса и теперь вышел на пенсию.

### The Nash Ramblers
В 1990 году певица распустила свою группу The Hot Band, с которой проработала 15 лет и взамен собрала акустическую команду The Nash Ramblers. Подобный поворот Харрис объяснила постоянными проблемами с голосом, которые сделали для неё сложным пение с громкой электрической группой (позже выяснилось, что у певицы был серьёзный вирусный бронхит). В коллектив вошли скрипач и мандолинист Сэм Буш, гитарист Джон Рэндалл, басист Рой Хаски, ударник Лэрри Атаманюк, а также Аль Перкинс (банджо, слайд-гитара и добро). Последний — знакомый Харрис ещё по рекорд-сессиям с Грэмом Парсонсом. На концертах она обратилась к звучанию и аранжировкам, свойственным жанру блюграсс. В том же году певица выпустила диск Brand New Dance, выдержанный преимущественно в акустическом стиле и записанный с участием Мэри Блэк и Айрис Демент. Релиз впервые в карьере Харрис не получил привычного успеха в кантри-чартах, заняв лишь 45-ю позицию в Top Country Albums, а единственный трек, попавший в Hot Country Songs, поднялся только на строчку № 71. В этом же году вышел её альбом Duets, содержавший дуэты с Вилли Нельсоном, Джорджем Джонсом, Грэмом Парсонсом и другими артистами.
В 1991 году певица три вечера подряд выступила в «Материнской церкви кантри» — зале Ryman Auditorium, записав там альбом и телевизионный концерт, что привело к последующей реконструкции и открытию площадки. Построенное в конце XIX века, здание находилось в аварийном состоянии, а выступления в нём не проводились с 1974 года, когда его покинула Grand Ole Opry. В связи с этим количество зрителей было ограничено двумястами человек на каждое из трёх шоу; им было запрещено сидеть на или под балконами из-за угрозы обрушения. В качестве гостя на сцене появился Билл Монро, исполнив вместе с певицей традиционный для его родного штата Кентукки танец buck dancing. По итогам вышел альбом At the Ryman (1992), принёсший Харрис и её группе премию «Грэмми». Как и её прошлый концертник Last Date (1982), диск содержал только песни, которые она прежде не записывала. Через девять дней после выхода альбома певица была принята в члены Grand Ole Opry. Концерты и альбом привлекли внимание общественности к состоянию Ryman Auditorium, и вскоре его собственник Gaylord Entertainment объявил и провёл масштабную реконструкцию. В итоге с 1994 года в зале снова регулярно проходят концерты.
К середине 1990-х годов кантри-радио переключилось на молодых артистов, оставив за бортом старшее поколение — Вилли Нельсона, Мерла Хаггарда, Джорджа Джонса, Уэйлона Дженнигса. Хотя певица была легендой кантри и оставалась востребованной как приглашенный исполнитель в студии, по продажам она не могла сравнится с молодыми артистами, для которых являлась кумиром. После 20 лет сотрудничества Warner Bros. Records разорвали с ней контракт. Перейдя на лейбл Asylum, она выпустила диск Cowgirl’s Prayer (1993). Будучи одновременно легким и глубоким, альбом отражал новый креативный подъём певицы как интерпретатора и включал песни в диапазоне от заглавного трека Леонарда Коэна до «Crescent City» Люсинды Уильямс. Собственная песня Харрис «Prayer in Open D» также снова показала её композиторский талант. Альбом достиг только позиции № 34 в Top Country Albums, но завоевал похвалы критиков. Единственный сингл «High Powered Love» также в чартах успеха не имел. Певица спокойно приняла все перемены и вскоре изящно перезапустила карьеру новым диском. Но прежде в начале 1995 года она провела гастроли в честь 20-летия с момента создания The Hot Band. В турне с ней играли бывшие участники этого коллектива: Родни Кроуэлл, Альберт Ли, Глен Хардин и Стив Фишелл. Кульминацией стал концерт в лондонском Альберт-холле.

### Spyboy
Харрис покончила с зависимостью от коммерческой индустрии Нэшвилла, выпустив альбом Wecking Ball (1995). На этой работе она решительно отошла от кантри-звучания и двинулась за его пределы. Хотя певица всегда расширяла музыкальные границы, но ни одна её работа не демонстрировала сравнимых перемен. Проектом руководил Даниэль Лануа, работавший прежде с Бобом Диланом, группой U2 и Питером Гэбриэлем. Альбом получил нетипичное для Харрис медленное, рассеянное и мантрическое звучание. Созданная Лануа атмосфера напоминала больше группы экспериментального рока вроде Cocteau Twins и The Breeders.
В альбоме среди прочих были песни Джими Хендрикса , Стива Эрла, Гиллиан Уэлч и Нила Янга. Последний также спел вместе с Харрис. В записи участвовали преимущественно рок-музыканты, например, ударник U2 Ларри Маллен. В итоге Wrecking Ball получил широкое признание критиков как инновационный, хотя и оттолкнул ряд ценителей кантри-работ певицы. Вместе с тем альбом представил её новой аудитории — поклонникам альтернативного рока и альт-кантри. Диск принес артистке премию «Грэмми» в номинации «Лучший альбом современного фолка». На кантри-радио он получил крайне ограниченные ротации.
В связи с переменой стиля была собрана и новая гастрольная группа — Spyboy, названная в честь традиционных персонажей карнавала Марди Гра. В неё вошли гитарист Бадди Миллер и афроамериканские музыканты из Нового Орлеана: бас-гитарист Дэрил Джонсон и ударник Брэйди Блэйд. Последние привнесли в группу универсальную, мощную и экзотическую ритм-секцию, что значительно отличало коллектив от прошлых команд Харрис. В 1998 году в этом же составе был записан и выпущен концертный диск Spyboy — своеобразная ретроспектива карьеры певицы. В том же году она появилась в альбоме Вилли Нельсона Teatro.
Последующий 1999 год стал для певицы крайне активным. Она выпустила второй совместный альбом с Долли Партон и Линдой Ронстадт — Trio II . Их версия песни Нила Янга «After The Gold Rush» принесла певицам премию «Грэмми» в номинации «Лучшее совместное кантри-исполнение с вокалом» и была популярна в формате видеоклипа, а сам альбом стал золотым. Следом Харрис и Ронстадт на пару выпустили ещё одну пластинку — Western Wall: The Tucson Sessions. В её поддержку артистки провели совместное турне. Работа получила признание критиков, но имела невысокие продажи. Помимо этого, Харрис выступила исполнительным продюсером альбома Return of the Grievous Angel: A Tribute to Gram Parsons. Кроме самой певицы, композиции её друга и наставника на нём исполнили Элвис Костелло, Бек, Шерил Кроу и другие артисты. Тогда же она получила престижную награду Billboard Century Award. В этом году она также начала использовать свою известность и талант для общественной деятельности, в частности, помогая PETA и Фонду американских ветеранов Вьетнама.
Диск Red Dirt Girl (2000) продолжил стилистику Wrecking Ball, но в этот раз Харрис пела собственные песни. Релиз стал вторым в её карьере, состоявшим из полностью оригинального материала (первый — The Ballad of Sally Rose). Проект содержал монументальный, возвышенный и крайне личный цикл песен. В альбоме пеица смешивала элементы разных американских жанров, чтобы создать самобытный материал и вновь продемонстрировала свою независимость от индустриальных категорий. В этот раз с ней спели Брюс Спрингстин, Патти Скелфа, Джилл Канифф и Патти Гриффин. Диск вышел на новом для певицы лейбле — Nonesuch Records. На смену Дэниэлю Лануа в качестве продюсера пришёл Малкольм Бёрн. Несмотря на альтернативное и далёкое от кантри звучание, диск впервые с 1981 года обеспечил артистке место в пятёрке Top Country Albums. Как и предшественник, он принёс ей «Грэмми» в номинации «Лучший альбом современного фолка». С этого момента все её сольные проекты стабильно оказывались в тройке, пятёрке или десятке Top Country Albums.
В 2000 году певица участвовала в записи песен к фильму Братьев Коэнов «О, где же ты, брат?». Саундтрек принёс Харрис и остальным артистам премию «Грэмми» в номинации «Альбом года», представив их самих и американскую традиционную музыку мейнстримовой аудитории. В поддержку альбома последовали гастроли под названием Down From the Mountain Tour и выпуск документального фильма-концерта Down From the Mountain — Харрис появилась в обоих проектах. В том же году она спела в альбоме Райана Адамса Heartbreaker.
Альбом Stumble into Grace (2003) стал третьей и последней работой певицы в стилистике Wrecking Ball. В духе предшественнка, диск включал в основном песни, сочинённые самой Харрис. Хотя после двух схожих проектов его атмосфера воспринималось не так свежо, альбом оказался не менее сильным, чем предущие. Здесь певица также в совершенстве освоилась с характерным для неё в тот период звучанием. На этой записи она сотрудничала с Кейт и Анной Макгерригл и своей давней подругой Линдой Ронстадт. Альбом занял строчку № 6 в Top Country Albums и, несмотря на отсутствие громких хитов, снова мотивировал Харрис гастролировать. Годом позже она участвовала в туре Sweet Harmony Traveling Revue с Гиллиан Уэлч и Дэвидом Роулингсом, Патти Гриффин и Бадди Миллером.
В 2004 году исполнительница получила награду ASCAP Founders Award. Во время торжественной церемонии произошло первое воссоединение на сцене оригинального состава её группы The Hot Band 1975—1976 годов (Джеймс Бёртон, Глен Хардин, Родни Кроуэлл, Эмори Горди, Хэнк Де Вито и Джон Уэйр). Музыканты вместе с Харрис сыграла песни из её репертуара того периода: «Ooh Las Vegas», «Too Far Gone» и «Boulder to Birmingham».

### The Red Dirt Boys
На следующем этапе карьеры певица сделала перерыв в сольной работе и посвящала время сотрудничеству со своими любимыми артистами. В 2005 году она гастролировала с Элвисом Костелло, исполнив с ним песню «The Scarlet Tide» в его альбоме The Delivery Man (2004). Она также сотрудничала с Нилом Янгом на его диске Prairie Wind и появилась в документальном фильме-концерте Neil Young: The Heart of Gold. В этот период Харрис среди прочего записала песню «A Love That Will Never Grow Old» для фильма «Горбатая гора».
В 2006 году вышел диск All the Roadrunning — совместная работа певицы и Марка Нопфлера. Артисты познакомились ещё в 1987 году, выступая на телешоу Чета Аткинса. Песни записывались в период с 1998 по 2005 годы во время приездов Нопфлера в Нэшвилл, и с привлечением местных кантри-музыкантов. Диск попал в Топ-20 как Великобритании, так и в США. Далее последовали гастроли по Европе и США. По итогам турне Нопфлер и Харрис выпустили концертный альбом — Real Live Roadrunning. В 2007 году она спела также в альбоме A Tribute to Joni Mitchell.
Альбом All I Intended to Be (2008) ознаменовал возвращение Харрис к акустическому кантри-звучанию. Релиз продюсировал Брайан Ахерн, который не работал с Харрис с 1984 года. Диск поднялся на позицию № 4 в Top Country Albums и № 22 в Billborard 200. В записи участвовали члены первого состава The Hot Band: пианист Глен Хардин и бас-гитарист Эмори Горди, а также соратники певицы по клубной кантри-сцене Вашингтона начала 1970-х годов Джон Старлинг и Майк Олдридж из The Seldom Scene. Часть партий бэк-вокала записала Долли Партон, а на гитаре среди прочих сыграл Винс Гилл. В том же году певица собрала и новую аккомпанирующую группу — The Red Dirt Boys. В неё вошли: мультиинструменталист Фил Мадейра (клавишные, гитара, аккордеон, слайд-гитара), бас-гитарист Крис Донахью, ударник Брайан Оуингс, скрипач и банджист Рики Симпкинс, гитарист Колин Линден. Последнего в 2010 году сменил Уил Кимбро. Коллектив работает как в полностью акустическом, так и в электрическом формате. В это же время она была посвящена в Зал славы кантри (2008).
На диске Hard Bargain (2011) исполнительница обратилась к современному рок-звучанию. При этом в записи помимо Харрис участвовало всего два музыканта: продюсер альбома Джей Джойс и мультинструменталист, специализирующийся на космической музыке, Джайлс Ривз. Большинство песен были написаны Харрис и по мотивам историй как из жизни других людей (о последствиях урагана Катрина, убийстве Эммета Тилла), так и о событиях затронувших её лично (смерть Кейт Макгерригл, отношения с Грэмом Парсонсом). Диск достиг позиции № 3 в Top Country Albums и № 6 в Top Rock Albums.
В 2013 году Харрис и Родни Кроуэлл осуществили задумку, которую вынашивали с момента своего знакомства в 1974 году, и записали совместный альбом — Old Yellow Мoon. Работа была выдержана в кантри-рок стилистике раннего творчества певицы. Среди прочих музыкантов в записи участвовали все члены оригинального состава её группы The Hot Band образца 1975 года, кроме Хэнка Де Вито (в альбоме есть три песни за его авторством). Продюсером снова выступил Брайан Ахерн, ответственный за самые первые пластинки Харрис. В чарте Top Country Albums альбом вошел в Топ-5. Позднее они записали в аналогичном стиле ещё один диск — Traveling Kind (2015), но уже с другим продюсером и составом музыкантов. В его поддержку исполнители также провели совместное турне по США.
Сегодня творчество Харрис обычно относят к американе, одной из зачинательниц которой она считается. Сама певица также больше не ассоциирует себя с кантри, отмечая, что жанр в современном виде утратил связь со своими сельскими корнями. В 2015 году состоялся трибьют-концерт The Life & Songs of Emmylou Harris. В мероприятии участвовали друзья и почитатели работы артистки, в том числе Крис Кристофферсон, Элисон Краусс, Шерил Кроу, Винс Гилл, Шон Колвин, Мэвис Стэплс, Мэри Чапин Карпентер, Даниэль Лануа, Родни Кроуэлл, Бадди Миллер, Джон Старлинг, Стив Эрл, Херб Педерсен, Крис Хиллман, Люсинда Уильямс и Патти Гриффин.
В мае 2017 года Харрис и её прежняя акустическая группа The Nash Ramblers воссоединились на подмостках Ryman Auditorium. Мероприятие было приурочено к 125-летию этого знаменитого зала и 25-летию записанного там же концертного альбома певицы At the Ryman (1992). Певица продолжает гастрольную и общественную деятельность, а также пишет мемуары. В начале 2018 года она получила свою 14 награду «Грэмми» — «За жизненные достижения». В ходе церемонии Харрис исполнила дуэтом с Крисом Стэплтоном композицию «Wildflowers» в качестве трибьюта умершему в 2017 году Тому Петти. Осенью 2018 года в Зале славы и музее кантри стартовала выставка, посвящённая её творчеству.

## Награды и почести
Певица имеет 14 наград «Грэмми», три CMA Awards, четыре Americana Music Honors & Awards и пять IBMA Awards. Она также лауреат Polar Music Prize и Billboard Century Award. Является членом Grand Ole Opry и посвящена в Зал славы кантри.

## Творчество

### Имидж
Певица принесла в Нэшвилл образ, сочетавший традиции кантри с неформальностью калифорнийской рок-культуры. Кроме сильной любви и уважения к любым разновидностям традиционного кантри, Харрис имела заслуженное хиппово-рокерское прошлое, выступая с калифорнийской кантри-рок звездой Грэмом Парсонсом, который умер от передозировки наркотиков на фоне употребления алкоголя в 1973 году. Во времена раскола в музыкальном бизнесе на почве политики и образа жизни, её хиппи-имидж смутил некоторых представителей нэшвиллского истеблишмента, но до тех пор, пока они не услышали как она поёт свой первый хит «If I Could Only Win Your Love». Согласно историку кантри Роберту Оерманну, Харрис олицетворяла поколение девушек 1970-х годов, которые не носили макияж пэн-кейк и причёски буффант. Певица одевалась просто и почти не пользовалась косметикой, что резко контрастировало с большинством знаменитых кантри-певиц, которые иногда выглядели как гипертрофированные куклы Барби. Также она не боролась со своей ранней сединой и носила её с гордостью.
Харрис стала первой успешной кантри-певицей, вышедшей из кантри-рока и при этом практически не изменившей своему изначальному стилю. Её длинные волосы с прямым пробором, джинсы, ковбойские сапоги и длинные платья в стиле прерий задали новую моду. Согласно публикации Vogue, стиль певицы также включал блузы с бахромой (в сочетании с Gibson J-200 и кожаным ремнём с монограммой имени), потёртый деним, рубашки в стиле вестерн с вышивкой, ковбойские шляпы и сапоги, а также моду того времени: длинные, тонкие, воздушные, богемные платья, облегающие свитеры, топы с открытыми плечами, и плюс импровизированные аксессуары — ленты или тканевые ремешки на шее на манер чокеров. Редким исключением были стразовые ковбойские наряды — дань уважения кантри-звёздам прошлого. Как отмечает автор Сесилия Тиши, имидж Харрис — подчеркнуто женственный и продиктован её твердой верой в различия между мужчинами и женщинами, а также важность голоса последних для человеческой коммуникации и взаимопонимания. Таким образом, её подход к музыке кантри совпадает с рабочими традициями жанра, всегда отражавшими разницу между женщинами и мужчинами в их жизненном опыте, проблемах, понимании и восприятии мира.
По оценке Чака Дюфа из журнала Billboard, когда Харрис в 1970-е годы начала карьеру, в кантри не было артисток подобных ей в плане имиджа. Со своими длинными темными волосами она выглядела, вероятно, самой большой хиппи в истории жанра, по крайне мере, на тот момент. В материале для издания The Journal of Country Music Дэниел Купер пишет, что Харрис сначала шокировала Нэшвилл своей сединой, но в итоге вдохновила многих локальных карьеристок в возрасте за 40 лет «гордо выбросить краску для волос в окно ванной комнаты». Как отмечает Роберт Оерманн, певица сделала кантри модным — впервые появилась молодая и привлекательная артистка, которая нравилась как рок-аудитории, так и традиционной кантри-аудитории, что стало настоящим прорывом. В то же время её успех в мейнстриме как исполнительницы традиционного кантри без помпы и гламура а-ля Лас-Вегас поднял статус наиболее традиционных кантри-артистов. По замечанию автора Ричарда Карлина, современные кантри-певицы могут себе позволить выглядеть более естественно и такими переменами в стандартах внешности они обязаны Харрис. В свою очередь Grand Ole Opry характеризует её как артистку, «переосмыслившую образ и роль женщины в музыке кантри».

### Музыка
Общая характеристика
к отмечает критик Бен Фонг-Торрес, творчество певицы выходит за привычные рамки кантри, блюграсса и рокабилли и отдает дань поп-музыке, року, фолку, госпелу и блюзу, но при этом в своём стержне все равно остается кантри. Задолго до неотрадиционалистов, Харрис уже расширяла музыкальные границы и преуспевала в этом на своих условиях, представляя традиционный кантри широкой аудитории и одновременно помогая переосмыслить жанр в целом. Журнал Rolling Stone в своём путеводителе по альбомам описывает певицу как покровительницу альт-кантри, которая помогла изменить облик и звучание музыкальной индустрии Нэшвилла. Создав мягкое кантри-рок звучание, близкое поклонникам как рока, так и кантри, она также повлияла на широкий круг исполнителей: от неотрадиционалистов типа Дуайта Йокама, до «постпанк-кантри-рокеров» вроде Райна Адамса и Кейси Чемберс. В этом свете Polar Music Prize, называет Харрис одной из важнейших фигур современной кантри-сцены, сумевшей объединить своим творчеством поклонников кантри и людей с иными предпочтениями.
Зал славы и музей кантри характеризует певицу как лидера кантри-рока, катализатора неотрадиционализма и хранителя альт-кантри. Её карьеру он описывает как «движение вперед, глядя в прошлое» — обновляя традиционный кантри-материал, она находила талантливых современных авторов и записывала лучшие и наиболее прогрессивные версии их песен. Сама она сочинила немного композиций, но продемонстрировала талант находить качественный материал и превращать его в свой собственный. Обозреватель журнала Rolling Stone Стивен Белттс отмечает, что за почти 50 лет карьеры её песни установили «золотой стандарт художественной интерпретации». В то время как остальной мейнстрим тяготел к более вычурной стилистике, музыка певицы оставалась верна корням жанра. Её стремление распространять традиционное звучание в массы проявлялось также в поддержке начинающих музыкантов. Так, журнал Rolling Stone отмечает, что она сделала суперзвёздами участников своей группы The Hot Band — Родни Кроуэлла и Рики Скэггса.
По оценке критика Джеффри Хаймса, певица является средним автором песен, инструментально она не более чем компетентный ритм-гитарист, а её голос никогда не был особенно мощным, однако её ключевая роль — исследователя и популяризатора песен, чей вкус в подборе материала, музыкантов и аранжировок является исключительным. Будучи в числе наиболее успешных кантри-артистов 1970-х годов, сегодня Харрис является одной из самых почитаемых фигур в Нэшвилле. Певица также имеет репутацию одного из лучших гармонизаторов вокала в музыке кантри. Тем не менее она никогда не достигала заоблачных коммерческих высот. Её пиком являются 8 золотых альбомов (7 студийных подряд, начиная с Pieces of the Sky и один сборник), а также платиновый Trio с Долли Партон и Линдой Ронстадт. Семь её синглов возглавляли Hot Country Songs и ещё 27 попадали в Топ-10. Продажи её дисков по миру превышают 15 млн копий. Суммируя карьеру Харрис, критик Чет Флиппо отмечает, что расширяя жанровые границы и защищая традиции, она на десятилетия задала в кантри стандарты как аутентичности, так и инновационности. Он характеризует певицу как автора песен, исполнителя, бэнд-лидера, музыковеда, лидера индустрии и инноватора, подчёркивая при этом, что её вклад в музыку недооценен.
Популяризация кантри
Делая упор на старые стили, предвосхищая и возглавляя традиционалистские теренды, Харрис одновременно получила сильную поддержку не только кантри-слушателей, но и рок-аудитории. Музыковед Билл Малоун считает этот аспект её успеха одним из наиболее выдающихся. По оценке Зала славы и музея кантри, сделав свое творчество общей для площадкой любителей рока и кантри, певица привлекла в последний миллионы новых молодых поклонников. По словам Джона Прайна, на её концертах в одной толпе были хиппи и реднеки, которые в итоге «начинали ладить или хотя бы выносить присутствие друг друга». Хотя в середине 1970-х годов она сама вышла из кантри-рок-сообщества Южной Калифорнии, среди всех представителей этой сцены Харрис добилась в Нэшвилле и мейнстриме кантри наибольшего успеха. По наблюдению Чета Флиппо, в итоге певица стала одним из столпов города, «совестью» и лидером кантри-сообщества.
Музыковед Джеймс Пероун отмечает, что хотя Грэм Парсонс и придумал как сделать традиционный кантри «крутым», реализации этой концепции сочетания кантри, рока и фолка во второй половине 1970-х годов и далее выпала Харрис. После смерти Парсонса, она трансформировала его передовые идеи в нечто абсолютно своё. Её дебют Pieces of the Sky сыграл важную роль в популяризации кантри среди молодежи и создании гибридной формы жанра, привлекательной для тех, кто по возрасту, политически и географически был далёк от традиционной кантри-аудитории. При этом изначально певица стремилась отблагодарить Парсонса, сделав своей целью продвижение его таланта, который в 1970-е годы был все ещё недооценён. Как пишет главред журнала Billboard Тимоти Уайт, артистка держала продвинутую смесь кантри и рока Парсонса на культурной передовой, где ценители прогрессивного кантри могли её для себя открыть.
Возрождение традиций
Как отметил Тимоти Уайт, певица продвигала традиционную музыку внутри американской нации и обеспечивала культурный отклик на неё извне, сделав хитами значимое, но забытое кантри-наследие вроде «If I Could Only Win Your Love» дуэта The Louvin Brothers или помогая восстановить уважение к таким столпам жанра как Бак Оуэнс, чья песня «Together Again» была её хитом № 1 1976 году. Благодаря ей в чарты вновь попади песни Пэтси Клайн, Лоретты Линн и Китти Уэллс. Этими свежими интерпретациями она начиная с середины 1970-х годов привлекла в классический кантри новое поколение ценителей. По оценке Уайта, артистке также удалось реализовать «дерзкую» задумку Грэма Парсонса и сделать традиционный кантри важной и неотъемлемой частью мейнстрима. Как отмечает Билл Малоун, певица смогла культивировать этот прямолинейный подход к творчеству и возрождать значительные объёмы традиционного материала в то время, когда другие женщины в жанре, вроде Долли Партон или Барбары Мандрелл, стремились к более компромиссному поп-кантри.
Зал славы и музей кантри в качестве одного из значимых жестов певицы по защите традиций выделяет также акустические выступления 1991 года в Ryman Auditorium и последующий альбом At the Ryman (1992). Концерты привлекли внимание к проблемам этого заброшенного с 1974 года здания Grand Ole Opry, что привело к его последующей реставрации и открытию. Особняком стоит заслуга Харрис в возрождении интереса к творчеству The Louvin Brothers. Как отмечает музыковед Чарльз Вулф, певица популяризировала песни братьев вне традиционного кантри и блюграсса, записывая их сначала с Парсонсом, а затем самостоятельно. При этом она мотивировала поступать аналогично и других поп-ориентированных исполнителей вроде Линды Ронстадт и Николетт Ларсен. Певица развернула эту деятельность во времена, когда альбомов The Louvin Brothers уже не было в продаже. В итоге, по оценке Чета Флиппо, она в одиночку вернула к жизни каталог их песен. Сам Чарли Лувин также отмечал, что Харрис оказала наследию дуэта серьёзную услугу и посмертно благодарил Парсонса за то, что он познакомил её с их творчеством.
Музыканты и авторы
Продвижение певицей традиционного звучания включало также помощь и наставничество для начинающих талантов в этой области. По оценке Билла Малоуна, трудоустройство и поддержка других исполнителей — один из самых значимых вкладов Харрис в кантри. Среди таких артистов — Делиа Белл, Айрис Демент, The Whites, Родни Кроуэлл, Бадди Миллер, Рики Скэггс и Сэм Буш. Бен Фонг-Торрес добавляет в список Винса Гилла, Эмори Горди, Хэнка Девито и Тони Брауна, подчеркивая, что плеяда авторов и музыкантов, которых находила и нанимала певица, принесла в кантри новое звучание и ощущения. Среди тех, кого «взрастила» певица Тимоти Уайт отмечает, также Альберта Ли, Глена Хардина, Джона Рэндалла и Джулию Миллер. По мнению Чета Флиппо, выходцы из ансамблей Харрис составляют её наследие наряду с музыкальными записями. В этом свете историк кантри Роберт Оерманн называет её группу The Hot Band «феноменальным источником талантов», из которой вышло «бесчисленное» количество людей, ставших в итоге самостоятельными артистами.
Как отмечает Зал славы и музей кантри, занимаясь поиском перспективных начинающих авторов песен, Харрис открыла и представила кантри-аудитории творчество Родни Кроуэлла, Дэлберта Маклинтон, Сюзанны Кларк и Джесси Винчестера. Критик Джеффри Хаймс пишет, что за годы Харрис также представила широкой аудитории таких авторов как Батч Хэнкок, Таунс Ван Зандт, Патти Гриффин и Юта Филипс. Как отмечал в своей книге 1997 года Николас Давидофф, дом Харрис в Нэшвилле является для прогрессивных кантри-авторов тем же, чем спортзал Gleason’s Gym для боксеров Нью-Йорка — они постоянно приходят туда, чтобы продемонстрировать свежие нароботки. Каждый вечер, когда певица в городе, у неё дома можно встретить Джейми О Хара, Кирана Кейна, Родни Кроуэлла, Стива Эрла, Нэнси Гриффит и прочих сочинителей.
Вокальные гармонии и дуэты
Певица известна как одна из лучших гармонизаторов вокальных партий в кантри. Журнал Rolling Stone в своем списке «100 величайших кантр-артистов» назвал её «квинтэссенциальным» гармонизатором вокала в музыке кантри, чей «проникновенный вокальный стиль» выделял сотни записей на протяжении десятилетий, начиная работами с Грэмом Парсонсом. Харрис также часто записывает дуэты, включая хиты с Эрлом Томасом Конли, Джоном Денвером, Роем Орбисоном, Баком Оуэнсом и Доном Уильямсом. Тимоти Уайт выделяет значимость её дуэтов с артистами старшего поколения для преоделения возрастных стереотипов. По состоянию на 1999 год, Rolling Stone описывал Харрис как одну из наиболее желанных и востребованных приглашённых вокалисток в популярной музыке.
В числе её работ на этом поприще, записи с такими артистами как: Нил Янг, Рой Экафф, Райан Адамс, Джон Андерсон, Линн Андерсон, Том Астор, Матрейса Берг, Глен Кэмпбелл, Джонни Кэш, Трэйси Чапман, Вик Чеснатт, Гай Кларк, Брюс Кокбёрн, Шерил Кроу, Мэри Чапин Карпентер, Айрис Демент, Родни Кроуэлл, Боб Дилан, Стив Эрл, Винс Гилл, Патти Гриффин, Джордж Джонс, The Judds, Элисон Краусс, Клинт Блэк, Лео Коттке, Марти Стюарт, Пати Лавлесс, Гиллиан Уэлч, Дерберт Маклинтон, Midnight Oil, Долли Партон, Билл Монро, Вилли Нельсон, Джон Прайн, Pure Prairie League, Линда Ронстадт, Гэри Стюарт, Пэм Тилс, Таунс Ван Зандт, Кит Уинтли, Дон Уильямс, Люсинда Уильямс, Тэмми Уайнетт, Триша Йервуд и другими.
Как пишет Дэвид Дикейр, узнаваемый, сильный, чистый голос и четкая фразировка являются основой стиля певицы, а гибкая вокальная подача позволяет ей убедительно исполнять кантри, блюз, фолк и рок. Курт Вульф отмечает, что её стиль определённо ближе к фолку, нежели традиционной аппалачской манере пения Долли Партон и Лоретты Линн. В этом свете Билл Малоун подчеркивает, что голос певицы демонстрирует явное влияние Джоан Баэз и других фолк-исполнителей, вдохновлявших её в ранние годы. Журнал Rolling Stone описывает её вокал как «чистое и жалобное сопрано». По замечанию Джеффри Хаймса, несмотря на свою красоту, голос Харрис никогда не отличался особенной мощностью, имеет легкий тембр и ограниченный диапазон.
Неотрадиционализм и американа
Чет Флиппо отмечает, что певица в своем дебюте Pieces of the Sky заложила почву для неотрадиционализма. Айван Трайб называет Харрис опосредованной материнской фигурой движения, выделяя в этом контексте и её дальнейшие работы, а также поддержку и прямое влияние на одного из основателей тренда — Рики Скэггса, игравшего в её группе. Согласно путеводителю Rolling Stone, певица опередила неотрадиционалистов почти на десятилетие и держалась своего курса даже когда само движение начало «штамповать однотипных ковбоев». Схожую оценку даёт Тимоти Уайт, отмечая, что в результате Харрис сохраняла яркую самобытность жанра, во времена, когда многие стремились её нивелировать. Томас Голдсмит называет Харрис «внешним вдохновением» и для нового традиционализма в блюграссе — особенно её песню «If I Could Only Win Your Love» (с мандолиной и старомодными вокальными гармониями) и альбом Roses in the Snow (1980).
В 1995 году журнал для работников музыкальной индустрии Gavin Report и журналист Роб Блитштейн запустили новый радиоформат для эклектичной традиционной музыки, получившей впоследствии название американа. В качестве одного из наглядных примеров Блитштейн привёл творчество Харрис, тут же окрестив её «Крестной матерью американы». Это неформальный титул применяется к ней и сегодня, например, журналом Rolling Stone, который отмечает её нахождение у истоков этого жанра вместе с Грэмом Парсонсом. В своей тематической книге Майкл Скотт Кейн называет её «Королевой-матерью американы». Роберт Оерманн говорит, что Харрис была первой мейнстримовой звездой, поддержавшей новое движение, и состояла в нём с самого начала — поэтому она его крестная мать. По его оценке, все её альбомы 1990-х годов, начиная с Wrecking Ball (1995) и Spyboy (1998), имели критическую важность для становления американы.
Влияние
Певица оказала влияние на многих артистов, включая таких как Лиэнн Раймс, Риба Макинтайр, Фэйт Хилл, Эшли Монро, Кэрри Андервуд, Миранда Ламберт, Сара Эванс, Тейлор Свифт, Винс Гилл и Родни Кроуэлл. Своим основным вдохновителем её называют Сюзи Богасс, Мэри Чапин Карпентер, Дина Картер, Терри Кларк, Dixie Chicks, Патти Лавлесс, Кэти Маттеа, Пэм Тиллс и Триша Йервуд. При этом её влияние простирается далеко за пределы мейнстрима — Айрис Демент, Патти Гриффин, Нэнси Гриффит, Люсинда Уильямс также регулярно описывают Харрис как свой творческий ориентир.

## Личная жизнь
Харрис трижды была замужем и с 1993 года разведена. Её первый муж — американский автор песен Том Слокум (с 1969 по 1970 г.). Второй муж — канадский музыкальный продюсер Брайан Ахерн (с 1977 по 1984 г.). Третий муж — британский музыкальный продюсер и композитор Пол Кеннерли (с 1985 по 1993 г.). В начале 1970-х годов её бойфрендом был бас-гитарист Том Гайдера, игравший с ней в фолк-трио, а затем и в её первой кантри-группе The Angel Band. У певицы две дочери: Мика Слокум (род. в 1970 г.) от первого брака и Мэган Ахерн (род. в 1979 г.) от второго. Также у неё двое внуков. С 1983 года живёт в Нашвилле.
Природа личных отношений певицы с её погибшим в 1973 году дуэт-партнёром Грэмом Парсонсом многие годы была предметом гипотез. В 1970—1980-е годы она последовательно отказывалась обсуждать этот вопрос, хотя с неизменным энтузиазмом чествовала Парсонса как своего творческого наставника. По наблюдению музыкального журналиста Николаса Давидофф — певица любит упоминать Парсонса, но ей не слишком нравится, когда её о нём расспрашивают. Тем не менее в более поздние годы она стала говорить об отношениях с ним гораздо охотнее. Харрис отмечала, что несмотря на любовь друг к другу, у них с Парсонсом не было романа, хотя многие люди ошибочно убеждены в обратном. По её словам, их связывали очень близкие отношения в музыкальном плане, что послужило основой для сильной и глубокой эмоциональной привязанности, которая в перспективе могла перерасти в роман, если бы Парсонс остался жив.
По оценке биографа Дэвида Майера, между Харрис и Парсонсом действительно было исключительное духовное единение, поэтическая и эмоциональная связь. При этом он подчёркивает, что версия о платоническом характере их отношений соответствует интересам сразу двух сторон: она является основой образа Эммилу Харрис, а также устраивает Гретчен Парсонс как вдову. Однако по мнению Майера, этот невольный консенсус между ними не делает такую версию заведомо недостоверной — напротив, все данные указывают, что она правдива и даже спустя десятилетия, ни один источник, включая людей из их ближнего и ежедневного круга общения не подтверждал обратное. На эту тему, в частности, однозначно высказывались их роуд-менеджер Фил Кауфман, барабанщик Эн Ди Смарт и подруга Кэти Фентон. Сама певица намерена подробнее рассказать об отношениях с Парсонсом в мемуарах, над которыми она сейчас работает.

## Активизм
Помимо музыкальной карьеры, Харрис активно занимается различной общественной деятельностью. Забота о сохранении музыкального наследия привела её в руководство Фонда музыки кантри. Многие годы певица служила в правлении этого учреждения и теперь является почётным попечителем. В бытность на посту президента правления, она способствовала поиску и выпуску утраченных записей легенд кантри, в частности, своих героев — Хэнка Уильямса и The Louvin Brothers.
В 1997 и 1998 году она примкнула к феминистическому турне Lilith Fair, организованному Сарой Маклахлан. В ответ на политику многих радиостанций, а также фестивалей Lollapalooza и Ozzfest, отдававших предпочтение исполнителям-мужчинам, в этих гастролях участвовали только женщины или возглавляемые ими группы. С возрождением мероприятия в 2010 году, Харрис присоединилась к нему вновь. Первоначально артистка использовала Lilith Fair также как инструмент продвижения собственной инициативы по борьбе с применением наземных мин и помощи их жертвам. Она говорила о проблеме на пресс-конференциях и распространяла специальные открытки на тему, призывая аудиторию отправлять их президенту Биллу Клинтону. Этим вопросом Харрис озаботилась благодаря материалам в прессе, роману «Английский пациент» и своей подруге по вашингтонской фолк-сцене начала 1970-х годов, работавшей теперь в Фонде американских ветеранов Вьетнама (VVAF).
По приглашению VVAF и его основателя Бобби Мюллера, певица в 1997 году побывала во Вьетнаме и Камбодже, где посетила клиники фонда для жертв наземных мин и других инвалидов. Впечатлившись этой работой, она стала привлекать к проблеме внимание своих коллег в Нэшвилле и лоббировать тему в Конгрессе. В конце года Харрис спела на церемонии вручения Нобелевской премии мира активистке Джоди Уильямс и Международному движению за запрещение противопехотных мин. Впоследствии она организовала ежегодный благотворительный тур Concerts for a Landmine Free World в пользу инициатив VVAF по борьбе с наземными минами. На этих концертах в 1998—2003 году c Харрис в США, Канаде и Европе выступали Шерил Кроу, Стив Эрл, Джоан Баэз, Вилли Нельсон, Элвис Костелло, Нэнси Гриффит, Крис Кристофферсон, Гиллиан Уэлч, Джон Прайн, Гай Кларк, Мэри Чапин Карпентер и другие. Поддержку инициативе оказывал сенатор-демократ Патрик Лэхи. В 2002 году артистка получила от VVAF почётную награду его имени — Patrick J. Leahy Humanitarian Award.
В 2003 году Харрис примкнула к объединению представителей кантри-индустрии под названием Music Row Democrats, основной целью которого была поддержка кандидата в президенты от демократов Джона Керри. Входившие в него музыканты, продюсеры, композиторы и управленцы рекорд-лейблов также старались развеять стереотип о кантри как музыке республиканцев. Катализаторами движения стали вторжение в Ирак и бойкот многими кантри-радиостанциями песен группы Dixie Chicks из-за резких антивоенных высказываний её участниц в адрес действующего президента — республиканца Джорджа Буша. Вопреки другому мифу о кантри-исполнителях, певица выступает в защиту прав ЛГБТ. В частности, Харрис пела на благотворительных мероприятиях и жертвовала вещи для аукционов Кампании за права человека. В 2013 году она подписала открытое письмо кантри-артистов в поддержку закона о легализации однополых браков в Иллинойсе, который в итоге был принят. Среди других известных музыкантов, певица в 2016 году выступила против ограничительного «туалетного закона» в Теннесси, отстаивая таким образом право трансгендеров посещать уборные и раздевалки для того пола, с которым они себя ассоциируют.
Харрис защищает права животных и является видным членом PETA. В 2004 году на заднем дворе своего дома в Нэшвилле она создала приют для собак — Bonaparte’s Retreat. Организация названа в честь пса, который 10 лет сопровождал певицу на гастролях. Приют забирает из службы по контролю за животными собак, которые из-за окончания сроков содержания подлежат усыплению, выхаживает их и подбирает им хозяев. Харрис обозначает нулевой показатель эвтаназии животных в Нэшвилле как свою конечную цель. Певица также выступила сооснователем учреждения Crossroads Campus для социальной адаптации трудных подростков через заботу о животных. С 2012 по 2014 год Bonaparte’s Retreat проводил в Нэшвилле благотворительный концерт Woofstock at Fontanel, в котором среди прочих участвовали Рики Скэггс, Эми Грант, Джейми Джонсон, EmiSunshine, The Whites, Сэм Буш и Бадди Миллер. В 2018 году концерт состоялся вновь, став частью фестиваля Americanafest. В пользу Bonaparte’s Retreat и Crossroads Campus на этом мероприятии кроме самой Харрис спели Джон Хайатт, Джерри Даглас, Томми Эммануэль, Элиза Дэвис, The Lone Bellow, Эшли Монро, Джейми Джонсон, Джон Пол Уайт, Марго Прайс и Ли Энн Вомак.
Певица уделяет внимание проблеме европейского миграционного кризиса, сотрудничая с международной организацией Jesuit Refugee Service, помогающей беженцам и вынужденным переселенцам. Так, в 2016 году Харрис посетила центры дневного пребывания беженев в Италии и лагеря в Эфиопии. В 2016 и 2017 годах певица объединила своих друзей и коллег для благотворительного тура в поддержку беженцев под названием Lampedusa: Concerts for Refugees. Во ходе этих гастролей с ней выступали Джоан Баэз, Роберт Плант, Стив Эрл, Дэйв Мэтьюс, Брэнди Карлайл, Лила Даунс, Даниэль Лануа, The Milk Carton Kids, Люсинда Уильямс, Патти Гриффин и другие артисты. В 2018 году она возглавила серию концертов Lantern Tour: Concerts for Migrant and Refugee Families, организованных Women’s Refugee Commission в пользу семей нелегальных иммигрантов и беженцев с детьми, разделённых ввиду жесткой иммиграционной политики администрации президента Дональда Трампа. К ней присоединились Стив Эрл, Джексон Браун, Грэм Нэш, Мэри Чапин Карпентер, Лила Даунс и Шон Колвин. Певца также была заметной фигурой в кампании проводимой Natural Resources Defense Council против срезания горных вершин в регионе Аппалачи с целью добычи угля.

## Дискография
Всего на счету певицы 28 студийных альбомов, 4 концертных и более десятка сборников. Также она записала свыше 500 песен как приглашенная вокалистка для альбомов других музыкантов, саундтреков, трибьютов и прочих сторонних проектов.
| Сольные альбомы - Gliding Bird (1969) - Pieces of the Sky (1975) - Elite Hotel (1975) - Luxury Liner (1976) - Quarter Moon in a Ten Cent Town (1978) - Blue Kentucky Girl (1979) - Light of the Stable (1979) - Roses in the Snow (1980) - Evangeline (1981) - Cimarron (1981) - White Shoes (1983) - The Ballad of Sally Rose (1985) - Thirteen (1986) - Angel Band (1987) - Bluebird (1989) - Brand New Dance (1990) - Cowgirl’s Prayer (1993) - Wrecking Ball (1995) - Red Dirt Girl (2000) - Stumble into Grace (2003) - All I Intended to Be (2008) - Hard Bargain (2011) | Совместные альбомы - Trio (с Долли Партон и Линдой Ронстадт, 1987) - Trio II (с Долли Партон и Линдой Ронстадт, 1999) - Western Wall: The Tucson Sessions (с Линдой Ронстадт, 1999) - All the Roadrunning (с Марком Нопфлером, 2006) - Old Yellow Moon (с Родни Кроуэллом, 2013) - Traveling Kind (с Родни Кроуэллом, 2015) Концертные альбомы - Last Date (1982) - At the Ryman (с The Nash Rammlers, 1992) - Spyboy (1998) - Real Live Roadruning (с Марком Нопфлером, 2006) - Ramble in Music City: The Lost Concert (с The Nash Rammlers, 2021) Основные компиляции - Profile: Best of Emmylou Harris (1978) - Profile II: The Best of Emmylou Harris (1984) - Duets (1990) - Songs of the West (1994) - Portraits (1996) - Anthology: The Warner/Reprise Years (2001) - Producer’s Cut (2002) - The Very Best of Emmylou Harris: Heartaches & Highways (2005) - Songbird: Rare Tracks & Forgotten Gems (2007) - The Complete Trio Collection (с Партон и Ронстадт, 2016) |

## Видеоматериалы
Документальные фильмы
- Bernays, Paul (2004). Emmylou Harris: From a Deeper Well. UK: ВВС.
- Hennig, Gandulf (2004). Gram Parsons: Fallen Angel. UK: BBC.
- Newton, Dione (2016). Sisters in Country: Dolly, Linda and Emmylou. UK: ВВС.
- Stein, Carol; Wittenberg, Susan (2013). Nashville 2.0: The Rise of Americana. USA: PBS.

Интервью
- Cooper, Peter (2019). A Conversation with Emmylou Harris and The Hot Band (англ.). Nashville: Country Music Hall of Fame and Museum.
- Cooper, Peter (2018). Interview: Emmylou Harris (англ.). Nashville: Country Music Hall of Fame and Museum.
- Jennings, Dana (2011). TimesTalks. Emmylou Harris: A Conversation with Music (англ.). New York: The New York Times.
- Rather, Dan (2015). The Big Interwiew with Emmylou Harris (англ.). New York: AXS TV.
- Smiley, Tavis (2011). Interwiew with Singer-songwriter Emmylou Harris (англ.). Los Angeles: PBS.
- Chambers, Joe (2021). Musicians Hall of Fame Backstage: Emmylou Harris Full Interview (англ.). Nashville: Musicians Hall of Fame & Museum.